# Rapport d'avancement
 (février 2023).
Si vous disposez d'ouvrages ou d'articles de référence ou si vous connaissez des sites web de qualité traitant du thème abordé ici, merci de compléter l'article en donnant les références utiles à sa vérifiabilité et en les liant à la section « Notes et références ».
Le rapport d'avancement consiste à présenter les différentes étapes d'un projet.
Par exemple, la structure suivante peut être utilisée pour présenter un projet :
- Introduction
- Phases réalisées (voir les différentes phases d'études d'un projet)
- Suivi d'avancement (compte rendu de réunion, organisation du travail, ...)
- Planning prévisionnel
- Document réalisé (Cahier des charges (CDC), Modèle entité-association (MCD), ...)